# Itawamba County
Itawamba County er et county i den amerikanske delstat Mississippi. Det samlede areal er 1.400 km², hvoraf 1.379 km² er land.
Administrativt centrum er byen Fulton.
34°17′N 88°22′V / 34.28°N 88.36°V